# Iwan Bloch
Iwan Bloch noto anche come Ivan Bloch (Delmenhorst, 8 aprile 1872 – Berlino, 21 novembre 1922) è stato un dermatologo e psichiatra tedesco, noto aver coniato la definizione del termine sessuologia.

## Biografia
Nel 1907 nella sua opera "Das Sexualleben unserer Zeit in seinen Beziehungen zur modernen Kultur", dissertava sul fatto che la "vita d'amore" nella civiltà moderna, doveva essere studiata integrando le conoscenze di discipline diverse: biologia, antropologia, filosofia, psicologia, sociologia, etnologia, medicina e storia della cultura in generale.